# Hudson, Kansas
Hudson är en ort i Stafford County i Kansas. Orten har fått sitt namn efter Hudson, Wisconsin. Enligt 2020 års folkräkning hade Hudson 95 invånare.